# Reithrodontomys sumichrasti
Reithrodontomys sumichrasti és una espècie de mamífer rosegador de la família dels cricètids. Viu a altituds d'entre 1.200 i 4.000 msnm a Costa Rica, El Salvador, Guatemala, Honduras, Mèxic, Nicaragua i Panamà. Els seus hàbitats naturals són les vores dels boscos i els matollars i les pastures situats en zones montanes. És una espècie en risc mínim, és a dir, no sembla que hi hagi cap amenaça significativa per a la seva supervivència.
L'espècie fou anomenada en honor del naturalista suís Adrien Jean Louis François de Sumichrast.